# Palmarejo
Palmarejo es una población del municipio Santa Rita del estado Zulia (Venezuela). Pertenece a la parroquia José Cenobio Urribarrí.

## Ubicación
Palmarejo se encuentra entre el municipio Miranda al norte (Río Aurare), Barrancas al sur, el lago de Maracaibo al oeste y una sabana al este.

## Zona residencial
Palmarejo ha sido tradicionalmente el punto de cruce del lago de Maracaibo por ser uno de los lugares donde el lago es más estrecho, desde hace muchos años fue el sitio de embarque de los botes primero, los ferris después y ahora la salida del Puente Rafael Urdaneta.
La fachada del terminal de ferris en el año 2016 se ha deteriorado notablemente, hasta el punto de casi desaparecer.

## Actividad económica
Palmarejo se dedica a la pesca artesanal con un muelle pesquero y al turismo.

## Sitios de referencia
- Puente Rafael Urdaneta
- Estadio San Benito
- Estadio de Béisbol El Negro Baez